# Anamarija Reić-Kranjac
Anamarija Reić-Kranjac (Split, 3. srpnja 1987.) je hrvatska vaterpolistica i hrvatska reprezentativka. Igra na svim pozicijama. Visine je 178 cm. Igra desnom rukom.
Vaterpolo igra od 2002. godine.
Sudjelovala je na EP 2010. kad su hrvatske vaterpolistice nastupile prvi put u povijesti. Te je sezone igrala za Mladost.